# Stizus annulatus
Stizus annulatus (лат.) — вид песочных ос из подсемейства Bembicinae (триба Stizini). Россия (Астраханская область), Греция, Кавказ, Израиль, Сирия, Турция, Казахстан, Средняя Азия, Иран, Монголия, Египет. Длина около 2 см. Тергиты брюшка с цельными жёлтыми перевязями. Усики самок 12-члениковые (у самцов состоят из 13 сегментов). Внутренние края глаз субпараллельные (без выемки). Брюшко сидячее (первый стернит брюшка полностью находится под тергитом). В переднем крыле три кубитальные ячейки. Гнездятся в земле. Вид был впервые описан в 1845 году немецким энтомологом Иоганном Кристофом Фридрихом Клугом (1775—1856) под первоначальным названием Larra annulata Klug, 1845.